# ویندهام هنری دیدز
ویندهام هنری دیدز (انگلیسی: Wyndham Deedes; ۱۰ مارس ۱۸۸۳ – ۲ سپتامبر ۱۹۵۶) فرد نظامی اهل بریتانیا بود.